# Língua urrobo
A língua urrobo faz parte do importante ramo das línguas edoides. Pertence à subfamília linguística Volta-níger da família atlântico-congolesa das Niger-Congo. É falada por cerca de 550 mil pessoas urrobos, que habitam os estados do Delta e Edo na Nigéria.
Seus falantes são pescadores e seus vizinhos são povo Isoko ao sudeste, o povo Itsekiri a oeste , os  Ijaw ao sul e os Ukwuani ao nordeste.
O povo Urhobo é conhecido como "Urhobians" ou "Urhobeans".

## Escrita
A língua usa o alfabeto latino sem as letras L e Q.  Usam-se as formas Ch, Dd, Gb, Gh, Ghw, Hw, Kp, Ny, Ph, Rh, Sh.

## Fonologia
Urhobo tem um sistema bastante reduzido de inventário de sons em comparação com a língua proto-Edoid. O inventário de Urhobo consiste em sete vogais; que formam dois conjuntos harmônicos, /i e ɛ a o ɔ u/ and /ĩ ẽ ɛ̃ ã ɔ̃ õ ũ/.
Tem um inventário bem conservador de consoantes para uma língua Ediod. Mantém três tipos nasais, e apenas cinco das consoantes orais, /ɾ, l, β̞, j, w/, possuem alofones nasais antes das vogais nasais.<ef name=":0">Rolle, N. 2013. “Phonetics and phonology of Urhobo.”UC Berkeley Phonology Lab Annual Report, 2013: 281-326.</ref>
|                   | Labial | Labiodental | Alveolar  | Post-alveolar | Palatal | Velar | Lábio-velar |
| ----------------- | ------ | ----------- | --------- | ------------- | ------- | ----- | ----------- |
| Oclusiva Nasal    | m      |             | (n)       |               | ɲ       |       | ŋ͡m          |
| Plosiva           | p b    |             | t d       | d͡ʒ            | kʲ ɡʲ   | k ɡ   | k͡p ɡ͡b       |
| Fricativa         | ɸ      | f v         | s         | ʃ             | (ç ʝ)   | x ɣ   |             |
| Vibrante Simplesl |        |             | r̥ r       |               |         |       |             |
| Vibrante          |        |             | (ɾ̥ ɾ)     |               |         |       |             |
| Lateral           |        |             | l ~ n     |               |         |       |             |
| Aproximante       | β̞ [β̞̃ ] |             | (ɹ̥ ɹ) [ɹ̃] |               | j [j̃]   | (ɰ ɰ̥) | w [w̃]       |

- /l/ é intercambiável com [n] somente antes de vogais nasais.
- /d͡ʒ/ pode ser ouvido como [ɟ͡ʝ~ʝ] antes de vogais não anteriores.
- Consoantes nasais /m, [n], ɲ͡m/ podem ter alofones de aproximantes nasalizados como [β̞̃], [ɹ̃ ~ ɾ̃], { { IPA|[i]}}, [w].
- Aproximantes /β̞, j, w/ são ouvidos como aproximantes nasalizados [β̞̃, j̃, w̃] antes e depois das vogais nasais.
- As fricativas velares /x, ɣ/ podem variar desde serem ouvidas como [x, ɣ] até fricativas diminuídas [x̞, ɣ̞] e aproximantes  . /x/ também pode ser ouvido como uma fricativa palatal [ç] antes de /i/.
- Róticos /r̥, r/ podem ter diferentes realizações como alveolares ou retroflexos, e podem ser articulados como aproximantes [ɹ̥, ɹ, ɻ̊, ɻ], ou taps  [ɾ̥, ɾ, ɽ̊, ɽ]. Um flap lateral retroflexo [ɭ̆] também pode ser ouvido em posição de final de sílaba.

De acordo com Ukere (1986), Urhobo tem dois tons, um tom alto e um tom baixo. Estes também podem ser combinados para formar tons ascendentes e descendentes.

## Sintaxe
Urhobo tem o tipo de ordem de palavras numa frase Sujeito-Verbo-Objeto (SVO) conforme ilustrado com o exemplo abaixo:
|Òtítí ò chó ọhọ ná
|Otiti (3ª Sing) roubas (passado)oho ná (galinha)
|‘Otiti roubou a galinha.’

## Amostra de texto
Pai Nosso (Lucas 11:2-4)
2.	Ọ da ta kẹ ayen, Ovwan da nẹ ẹrhovwo, ovwan ta, Ọsẹ, jẹ avwanre vwẹ ọghọ kẹ odẹ wẹn, jẹ uvie wẹn rhe.
3.	Kẹ avwanre emu ri kẹdẹ kẹdẹ;
4.	vwẹ imwemwu rẹ avwanre ghovwo avwanre, kirobo ri me vwo ghovwo otu ri gbe avwanre ku; Wo si avwanre ro odavwini-i. 
Português
2. E disse-lhes: Quando orardes, dizei: Pai nosso que estás nos céus, santificado seja o teu nome. Venha o teu reino. Seja feita a tua vontade, como no céu, assim na terra.
3. Dá-nos o pão nosso de cada dia.
2.	4. E perdoa-nos os nossos pecados; porque também nós perdoamos a todo aquele que nos deve. E não nos deixes cair em tentação; mas livrai-nos do mal.Bible Gateway

## Dicionários
Os dicionários Urhobo estão disponíveis para download. Fora,m compilados por.Ukere, Osubele, Ebireri Okrokoto. and Julius Arerierian. Uma lista de palavras (substantivo]]s e verbos) de Okpe, Urhobo e Uvwie foi compilada por Akpobọmẹ Diffrẹ-Odiete com financiamento da Fundação para Línguas em Perigo de Extinção.